# Vojislav Dević
Vojislav Dević (Sanad, 3. avgust 1933 — Niš, 24. januar 2011) bio je srpski istoričar umetnosti, likovni kritičar, slikar i pedagog.

## Obrazovanje i karijera
Obrazovanje je stekao u Novom Sadu i Beogradu. Završio je filozofksi fakulutet u Beogradu na odseku za istoriju umetnosti. 
Bio je vanredni profesor Univerziteta u Prištini i Nišu kao i počasni član Udruženja primenjenih umetnika i dizajnera Srbije. Njegovi portreti nalaze se širom sveta. Zastupljen je u brojnim monografijama likovnih umetnika i brojnim predgovorima kataloga. Kritike je objavljvao u dnevnim listovima i časopisima.
Od sredine 60-ih živeo je u Nišu i aktivno učestvovao u kulturnom i likovnom životu grada. Kao direktor Muzeja u Nišu bavio se zaštitom kulturnih dobara i njihovim proučavanjem. Kao direktor Galerije savremene likovne umetnosti u Nišu bavio se muzeologijom dela savremene umetnosti i njihovom prezentacijom na najvišem muzeološkom nivou. Jedan je od osnivača Galerije savremene likovne umetnosti u Nišu, Osnivač je Dokumentacionog centra Naissus pri Narodnom muzeju u Nišu i jedan od inicijatora ponovnog oživljavanja Umetničke kolonije Sićevo koju je osnovala 1905. Nadežda Petrović. Osnivač je i mnogih drugih likovnih kolonija.

## Objavljena dela
Napisao je knjigu Istorija umetnosti od praistorije do danas u izdаnju Fakultet umetnosti u Prištini i knjigu Umetnički problemi masovne arhitekture (1990), u izdanju iste institucije. Njegovu knjigu Lege Artis je delimično finansiralo otkupom Ministarstvo kulture Srbije, kao prvi leksikon te vrste u nas. Drugo izdanje, pod naslovom Leksikon umetnosti (2003) objavila je Izdavačka kuća Zograf iz Niša. Napisao je takođe Leksikon umetnosti, sa crno – belim reprodukcijama, koja je takođe otkupljena od strane ministarstva kulture. Kao likovni kritičar, bavio se vrlo aktivno i recenzijama. Njegovi tekstovi nalaze se u brojnim časopisima, dnevnim novinama, monografijama i katalozima umetnika.

## Galerija
- Za likovno Obrazovanje
- Leksikon umetnosti

## Spoljašnje veze
- Biografija i tekstovi
- RadioSiti: Preminuo Vojislav Dević, 25. januar 2011, pristup 2. septembar 2012 Архивирано на веб-сајту  (5. март 2016)